# هانا غرينوود
هانا غرينوود (بالإنجليزية: Hannah Greenwood)‏ هي ممثلة أسترالية، ولدت في 28 يناير 1987 في ملبورن في أستراليا.

## وصلات خارجية
- هانا غرينوود على موقع IMDb (الإنجليزية)
- هانا غرينوود على موقع قاعدة بيانات الفيلم (الإنجليزية)